# Hemibungarus
Hemibungarus — рід отруйних змій родини аспідових (Elapidae). Представники цього роду є ендеміками Філіппін.

## Види
Рід Hemibungarus нараховує 3 види:
- Hemibungarus calligaster (Wiegmann, 1835)
- Hemibungarus gemianulis Peters, 1872
- Hemibungarus mcclungi Taylor, 1922